# عثمان (سرپل ذهاب)
عثمان یک روستا در ایران است که در بخش قلعه شاهین شهرستان سرپل ذهاب در استان کرمانشاه واقع شده‌است.

## جمعیت
این روستا در دهستان قلعه شاهین قرار دارد و براساس سرشماری مرکز آمار ایران در سال ۱۳۸۵، جمعیت آن ۲۱۸ نفر (۵۰ خانوار) بوده‌است.